# Seară de vară pe plaja din Skagen - artistul și soția sa
Seară de vară pe plaja din Skagen - artistul și soția sa  este o pictură din 1899 realizată de Peder Severin Krøyer. Una dintre cele mai cunoscute tablouri ale pictorilor din Skagen, îl prezintă pe Krøyer împreună cu soția sa, Marie, și cu câinele său, Rap, plimbându-se pe plajă în lumina lunii.

## Istoric
Pictorii din Skagen a fost un grup de artiști danezi care s-au adunat în fiecare vară de la sfârșitul anilor 1870, în satul pescăresc Skagen, în nordul Iutlandei, pictând pescarii locali, întâlnirile și sărbătorile lor. P.S. Krøyer a sosit acolo în 1882, devenind rapid cel mai proeminent membru al grupului.
În 1895, într-o scrisoare adresată prietenului său Oscar Björck, Krøyer a scris: „Mă gândesc să pictez un portret mare al soției mele și al meu - dar pentru asta voi avea nevoie cu siguranță de vreme bună, deci nu se va intampla anul acesta.” De fapt, patru ani mai târziu, în vara lui 1899, el a realizat în cele din urmă pictura sa. Poate că a fost o recunoaștere a celor 10 ani de căsătorie cu Marie Triepcke, așa cum au fost ilustrați în alte lucrări ale vieții de familie de atunci, precum și într-o serie de fotografii și schițe pe care le-a folosit ca bază pentru lucrare.

## Descrierea picturii
Rezultatul final are totuși un ton mai degrabă melancolic. În ciuda împrejurimilor frumoase, Marie pare să fie distantă, dispărând în lumina lunii albastre. Chiar și persoana slabă al lui Krøyer pare să se confrunte cu dificultăți în susținerea ei de braț, în timp ce cea mai apropiată prezență a tuturor este câinele credincios al lui Krøyer, Rap. După ce Krøyer a lucrat la pictură pe parcursul verii, a prezentat-o la Expoziția de primăvară din Charlottenborg din 1900. Nu a avut parte de o recepție prea bună, pictura fiind criticată ca fiind banală. De fapt, ea prezintă semi-lumina albastră, o favorită a simboliștilor care credeau că ora amurgului anunța venirea morții. În 1907, Krøyer și-a transmis propriile sentimente despre serile de la Skagen: "Skagen poate arăta teribil de plictisitor în lumina soarelui ... dar când soarele coboară, când luna se ridică din mare ... cu pescari în picioare pe plajă și cuterele care plutesc cu pânze relaxate ... în ultimii ani a fost momentul care mi-a plăcut cel mai mult". Câteva luni după expoziția de primăvară, Krøyer a fost internat la Spitalul de boli mintale Middelfart după ce a suferit o tulburare nervoasă.